# (200244) 1999 VL119
(200244) 1999 VL119 es un asteroide perteneciente al cinturón de asteroides, descubierto el 3 de noviembre de 1999 por el equipo del Spacewatch desde el Observatorio Nacional de Kitt Peak, Arizona, Estados Unidos.

## Designación y nombre
Designado provisionalmente como 1999 VL119.

## Características orbitales
1999 VL119 está situado a una distancia media del Sol de 2,662 ua, pudiendo alejarse hasta 2,927 ua y acercarse hasta 2,398 ua. Su excentricidad es 0,099 y la inclinación orbital 6,438 grados. Emplea 1587,25 días en completar una órbita alrededor del Sol.

## Características físicas
La magnitud absoluta de 1999 VL119 es 16,5. Tiene 3 km de diámetro y su albedo se estima en 0,048.